# تنقيب حيوي

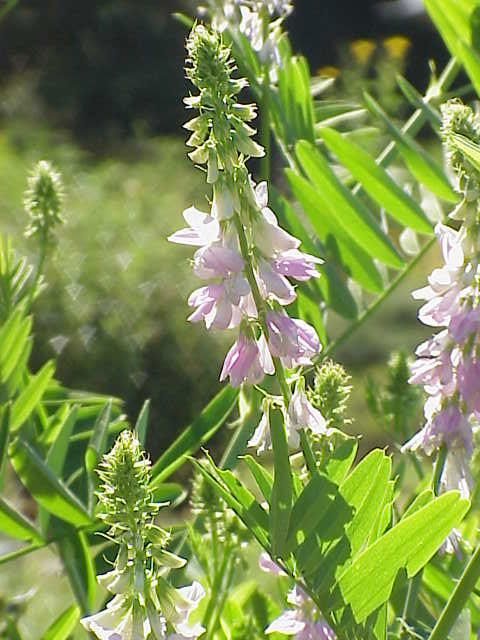

التنقيب الحيوي أو التنقيب الأحيائي أو التنقيب البيولوجي (بالإنجليزية: Bioprospecting)‏، عملية اكتشاف منتجات جديدة وإدخالها إلى السوق بناءً على موارد حيوية. يمكن أن تكون هذه الموارد أو المركبات مهمة ومفيدة في العديد من المجالات بما فيها الصناعة الدوائية والزراعة والمعالجة الحيوية للبيئة والتقنية النانوية ومجالات أخرى. كان ثلث الكيانات الجزيئية الكيميائية الصغيرة الجديدة الموافق عليها من قبل الإدارة الأمريكية للطعام والدواء (إف دي إيه) بين عامي 1981-2010 إما منتجات طبيعية أو مركبات مشتقة من منتجات طبيعية. رغم كون العلوم التقليدية (القَبلية) مفيدة بشكل حدسي، فإن التنقيب الحيوي لم يبدأ إلا حديثًا بإشراك هكذا علوم في تركيز جهود البحث عن مركبات نشطة حيويًّا.
قد يشمل التنقيب الحيوي القرصنة الحيوية، وهو استغلال الأشكال التقليدية للمعارف بوسائل تجارية، ويمكن أن يشمل إصدار براءات اختراع لموارد طبيعية تستعمل بكثرة أساسًا، كأنواع من النباتات، من قبل هيئات تجارية.

## القرصنة الحيوية
أول من صاغ مصطلح القرصنة الحيوية كان بات موني، لوصف ممارسة تُستخدم فيها المعارف التقليدية بالطبيعة، التي كونها السكان الأصليون، من قبل الآخرين بهدف الربح، دون تصريح أو تعويض للسكان الأصليين أنفسهم. على سبيل المثال، فعندما يبني المنقبون الحيويون على المعارف التقليدية التي تخص نباتات علاجية تحصل فيما بعد شركات على براءات اختراع لها دون الاعتراف بحقيقة أن هذه المعرفة ليست جديدة ولم يخترعها صاحب براءة الاختراع، يُحرم مجتمع السكان الأصليين من حقوقهم في المنتجات التجارية المشتقة من التقنيات التي طوروها هم بأنفسهم. يدّعي نقاد هذه الممارسة، كمنظمة السلام الأخضر، أن هذه الممارسات تساهم في اللامساواة القائمة بين الدول النامية الغنية بالتنوع الحيوي من جهة، والدول المتطورة التي تستضيف هذه الشركات على أراضيها.
في تسعينيات القرن العشرين استجابت العديد من الشركات الطبية والدوائية لتهم القرصنة الحيوية بأن توقفت عن العمل على المنتجات الطبيعية، لاجئة إلى الكيمياء التوفيقية لتطوير مركبات جديدة.

## حالات شهيرة للقرصنة الحيوية

### جدال قبائل المايا ضد المجموعة التعاونية العالمية للتنوع الحيوي
حدث جدال المايا ضد الجمعية التعاونية العالمية للتنوع الحيوي (اختصارًا: آي سي بي جي) الخاص بالتنقيب الحيوي في 1999-2000، حين اتُّهمت المجموعة التعاونية العالمية للتنوع الحيوي التي يقودها عالم الأحياء الإثنية برينت برلين بأنها ترتكب أشكالًا لاأخلاقية من التنقيب الحيوي عن طريق العديد من المنظمات غير الحكومية ومنظمات السكان الأصليين. هدفت آي سي بي جي لتوثيق التنوع الحيوي لتشياباس، المكسيك وتوثيق المعرفة بسلالات النباتات الموجودة عند شعب المايا؛ وذلك للتأكد مما إذا كانت هناك إمكانية لتطوير منتجات طبية مبنية على أي من النباتات التي تستخدمها مجموعات السكان الأصليين.
كانت قضية المايا ضد آي سي بي جي من بين أولى القضايا التي تجذب الانتباه لمشاكل التمييز بين الأشكال الحميدة للتنقيب الحيوي والقرصنة الحيوية غير الأخلاقية، وللصعوبات المتعلقة بتأمين اشتراك المجتمع والرضى المأخوذ عن علم مسبق لمن سيصبحون منقبين حيويين.